# 00:00:1998 KYUNG-HO KIM
"00:00:1998 KYUNG-HO KIM"은 김경호의 세 번째 정규 음반이다.
타이틀곡은 나의 사랑 천상에서도이다

## 수록곡
| #   | 제목                                     | 작사   | 작곡           | 편곡   | 재생 시간 |
| --- | ---------------------------------------- | ------ | -------------- | ------ | --------- |
| 1.  | 〈SHOUT〉                                | 이현석 | 이현석         | 이현석 | 3:37      |
| 2.  | 〈꿈을 찾아 떠나〉                       | 이용혁 | 송재우         | 송재우 | 3:45      |
| 3.  | 〈이수(離愁)〉                           | 강은경 | 유승범         | 유승범 | 4:36      |
| 4.  | 〈마지막 부를 이름〉                     | 강은경 | 유승범         | 유승범 | 4:53      |
| 5.  | 〈양심선언〉                             | 김경호 | 유주형         | 유주형 | 3:47      |
| 6.  | 〈미완의 사랑〉 (그녀가 편지를 받았을까) | 강은경 | 이성재         | 이현석 | 4:54      |
| 7.  | 〈영원의 성(城) -슬픈 영혼의 아리아II-〉 | 유승범 | 유승범         | 유승범 | 5:15      |
| 8.  | 〈EXODUS〉                               | 이현석 | 유주형         | 유주형 | 3:19      |
| 9.  | 〈베수 비우스〉                          | 이현석 | 유주형         | 유주형 | 3:52      |
| 10. | 〈나의 사랑 천상(天上)에서도TITLE〉      | 이경   | 유승범         | 유승범 | 4:29      |
| 11. | 〈HIGHER TO THE TOP〉                    | 이현석 | 송재우, 이현석 | 송재우 | 4:10      |

| #   | 제목                                     | 작사   | 작곡           | 편곡   | 재생 시간 |
| --- | ---------------------------------------- | ------ | -------------- | ------ | --------- |
| 1.  | 〈SHOUT〉                                | 이현석 | 이현석         | 이현석 | 3:37      |
| 2.  | 〈꿈을 찾아 떠나〉                       | 이용혁 | 송재우         | 송재우 | 3:45      |
| 3.  | 〈이수(離愁)〉                           | 강은경 | 유승범         | 유승범 | 4:36      |
| 4.  | 〈마지막 부를 이름〉                     | 강은경 | 유승범         | 유승범 | 4:53      |
| 5.  | 〈양심선언〉                             | 김경호 | 유주형         | 유주형 | 3:47      |
| 6.  | 〈미완의 사랑〉 (그녀가 편지를 받았을까) | 강은경 | 이성재         | 이현석 | 4:54      |
| 7.  | 〈영원의 성(城) -슬픈 영혼의 아리아II-〉 | 유승범 | 유승범         | 유승범 | 5:15      |
| 8.  | 〈EXODUS〉                               | 이현석 | 유주형         | 유주형 | 3:19      |
| 9.  | 〈베수 비우스〉                          | 이현석 | 유주형         | 유주형 | 3:52      |
| 10. | 〈나의 사랑 천상(天上)에서도TITLE〉      | 이경   | 유승범         | 유승범 | 4:29      |
| 11. | 〈HIGHER TO THE TOP〉                    | 이현석 | 송재우, 이현석 | 송재우 | 4:10      |

## 수록곡 세션 정보
1. SHOUT
- 작사/작곡/편곡 : 이현석

- 드럼 : 김성태
- 베이스 : 한철재
- 기타 : 이현석
- 컴퓨터 프로그래밍 : 이현석
- 코러스 : 강명순, 이현석, 유주형, 한철재, 김경호, 김경준

2. 꿈을 찾아 떠나
- 작사 : 이용혁
- 작곡/편곡 : 송재우

- 드럼 : 김선중
- 베이스 : 최성수
- 기타 : 박창곤
- 컴퓨터 프로그래밍 : 송재우
- 코러스 : 유주형, 김경호, 박완규, 김경준

3. 이수{離愁}
- 작사 : 강은경
- 작곡/편곡 : 유승범

- 드럼 : 김선중
- 베이스 : 신현권
- 기타 : 유태준
- 키보드 : 최태완
- 바이올린, 첼로 : 심상원 외 2명
- 컴퓨터 프로그래밍 : 유승범, 강혁
- 코러스 : 김경호

4. 마지막 부를 이름
- 작사 : 강은경
- 작곡/편곡 : 유승범

- 드럼 : 김선중
- 베이스 : 신현권
- 기타 : 함춘호
- 컴퓨터 프로그래밍 : 유승범, 강혁
- 코러스 : 김경호

5. 양심선언
- 작사 : 김경호
- 작곡/편곡 : 유주형

- 드럼 : 김선중
- 베이스 : 유주형
- 기타 : 유주형
- 컴퓨터 프로그래밍 : 유주형
- 코러스 : 유주형, 이현석, 한철재, 김경호, 김경준

6. 미완의 사랑 (그녀가 편지를 받았을까) 
- 작사 : 강은경
- 작곡 : 이성재
- 편곡 : 이현석

- 드럼 : 김선중
- 베이스 : 한철재
- 기타 : 이현석
- 컴퓨터 프로그래밍 : 이현석
- 코러스 : 김경호

7. 영원의 성{城} -슬픈 영혼의 아리아II-
- 작사/작곡/편곡 : 유승범

- 드럼 : 김선중
- 베이스 : 신현권
- 기타 : 함춘호
- 컴퓨터 프로그래밍 : 유승범, 강혁
- 코러스 : 강혁, 김경호, 박완규

8. EXODUS
- 작사 : 이현석
- 작곡/편곡 : 유주형

- 드럼 : 김성태
- 베이스 : 김경준
- 기타 : 유주형
- 컴퓨터 프로그래밍 : 유주형

9. 베수 비우스
- 작사 : 이현석
- 작곡/편곡 : 유주형

- 베이스 : 김경준
- 기타 : 유주형
- 컴퓨터 프로그래밍 : 유주형
- 코러스 : 강명순, 유주형, 이현석, 한철재, 김경호, 김경준

10. 나의 사랑 천상{天上}에서도
- 작사 : 이경
- 작곡/편곡 : 유승범

- 키보드 : 최태완
- 드럼 : 김선중
- 베이스 : 신현권
- 기타 : 함춘호
- 컴퓨터 프로그래밍 : 유승범, 강혁

11. HIGHER TO THE TOP
- 작사 : 이현석
- 작곡/편곡 : 송재우

- 드럼 : 김성태
- 베이스 : 한철재
- 기타 : 박창곤
- 컴퓨터 프로그래밍 : 송재우
- 키보드 : 선경희
- 랩 : 최효섭
- 코러스 : 강명순, 이현석, 한철재, 유주형, 김경준, 김경호

## 참여 스텝
- E.X Produced : 김학래
- C.O Produced : 김이곤
- Directed : 유승범, 이현석, 유주형, 이성재, 송재우
- Recording & Mixing Studio : 예당
- Recording & Mixing Engineer : 정문원
- Assistant Engineer : 최용창, 정동수
- Stylist : 김현량, 김미정
- Photographer : 이선모
- Graphic Design : 한명주 INGEN GRAPHICS
- Art Direction : (주) 예당미디어 디자인실